# Carole Merle
Carole Merle (* 24. Januar 1964 in Barcelonnette) ist eine ehemalige französische Skirennläuferin.

## Biografie
Die Spezialistin für Riesenslalom und Super-G gewann in ihrer Laufbahn 22 Weltcuprennen, darunter 12 Super-G und 10 Riesenslaloms. Von 1989 bis 1992 gewann sie vier Mal in Folge den Super-G-Weltcup. Außerdem holte sie 1992 und 1993 die kleine Kristallkugel im Riesenslalom.
Merle wurde Vizeweltmeisterin im Riesenslalom bei den Weltmeisterschaften 1989 in Vail und im Super-G bei den Weltmeisterschaften 1991 in Saalbach-Hinterglemm. Der ersehnte Weltmeistertitel gelang ihr bei den Weltmeisterschaften 1993 in Morioka, wo sie im Riesenslalom triumphierte. Zwölf Jahre davor hatte sie bei den Junioreneuropameisterschaften 1981 schon eine Goldmedaille im Riesenslalom gewonnen.
In ihrem Heimatland holte sie 1992 bei den Olympischen Winterspielen in Albertville Silber im Super-G. Von 1985 bis 1990 wurde sie fünfmal französische Meisterin.

## Erfolge

### Olympische Spiele
- Sarajevo 1984: 11. Riesenslalom
- Calgary 1988: 9. Riesenslalom, 12. Abfahrt, 12. Super-G
- Albertville 1992: 2. Super-G, 6. Riesenslalom, 13. Abfahrt
- Lillehammer 1994: 5. Riesenslalom, 19. Super-G

### Weltmeisterschaften
- Crans-Montana 1987: 12. Super-G, 15. Riesenslalom
- Vail/Beaver Creek 1989: 2. Riesenslalom
- Saalbach 1991: 2. Super-G, 10. Abfahrt
- Morioka 1993: 1. Riesenslalom, 8. Super-G, 30. Abfahrt

### Weltcupwertungen
Carole Merle gewann viermal die Disziplinenwertung im Super-G sowie zweimal jene im Riesenslalom.
| Saison  | Gesamt | Gesamt | Abfahrt | Abfahrt | Super-G | Super-G | Riesenslalom | Riesenslalom | Kombination | Kombination |
| Saison  | Platz  | Punkte | Platz   | Punkte  | Platz   | Punkte  | Platz        | Punkte       | Platz       | Punkte      |
| ------- | ------ | ------ | ------- | ------- | ------- | ------- | ------------ | ------------ | ----------- | ----------- |
| 1981/82 | 71.    | 5      | –       | –       | –       | –       | 38.          | 2            | 26.         | 3           |
| 1982/83 | 38.    | 35     | 31.     | 6       | –       | –       | 14.          | 29           | –           | –           |
| 1983/84 | 28.    | 45     | –       | –       | –       | –       | 10.          | 37           | 24.         | 8           |
| 1984/85 | 58.    | 11     | –       | –       | –       | –       | 27.          | 11           | –           | –           |
| 1985/86 | 40.    | 41     | 28.     | 9       | 31.     | 2       | 12.          | 30           | –           | –           |
| 1986/87 | 60.    | 11     | –       | –       | –       | –       | 23.          | 11           | –           | –           |
| 1987/88 | 19.    | 69     | 24.     | 10      | –       | –       | 6.           | 59           | –           | –           |
| 1988/89 | 4.     | 206    | 4.      | 67      | 1.      | 75      | 6.           | 55           | 10.         | 9           |
| 1989/90 | 5.     | 202    | 10.     | 50      | 1.      | 99      | 7.           | 53           | –           | –           |
| 1990/91 | 5.     | 176    | 4.      | 76      | 1.      | 88      | 17.          | 12           | –           | –           |
| 1991/92 | 2.     | 1211   | 8.      | 228     | 1.      | 417     | 1.           | 566          | –           | –           |
| 1992/93 | 3.     | 1086   | 7.      | 280     | 3.      | 326     | 1.           | 480          | –           | –           |
| 1993/94 | 20.    | 303    | 53.     | 8       | 24.     | 52      | 8.           | 243          | –           | –           |

### Weltcupsiege
| Datum             | Ort                    | Land        | Disziplin    |
| ----------------- | ---------------------- | ----------- | ------------ |
| 6. Januar 1988    | Tignes                 | Frankreich  | Riesenslalom |
| 26. November 1988 | Schladming             | Österreich  | Super-G      |
| 14. Januar 1989   | Grindelwald            | Schweiz     | Super-G      |
| 20. Januar 1989   | Tignes                 | Frankreich  | Super-G      |
| 10. Februar 1990  | Méribel                | Frankreich  | Super-G      |
| 11. Februar 1990  | Méribel                | Frankreich  | Super-G      |
| 10. März 1990     | Stranda                | Norwegen    | Riesenslalom |
| 14. März 1990     | Klövsjö                | Schweden    | Riesenslalom |
| 16. März 1990     | Åre                    | Schweden    | Super-G      |
| 9. Februar 1991   | Garmisch-Partenkirchen | Deutschland | Super-G      |
| 24. Februar 1991  | Furano                 | Japan       | Super-G      |
| 15. Dezember 1991 | Santa Caterina         | Italien     | Super-G      |
| 15. Januar 1992   | Hinterstoder           | Österreich  | Riesenslalom |
| 20. Januar 1992   | Piancavallo            | Italien     | Riesenslalom |
| 27. Januar 1992   | Morzine                | Frankreich  | Riesenslalom |
| 15. März 1992     | Panorama               | Kanada      | Super-G      |
| 19. März 1992     | Crans-Montana          | Schweiz     | Super-G      |
| 21. März 1992     | Crans-Montana          | Schweiz     | Riesenslalom |
| 5. Januar 1993    | Maribor                | Slowenien   | Riesenslalom |
| 10. Januar 1993   | Cortina d’Ampezzo      | Italien     | Riesenslalom |
| 28. Februar 1993  | Veysonnaz              | Schweiz     | Super-G      |
| 27. März 1993     | Åre                    | Schweden    | Riesenslalom |

### Juniorenweltmeisterschaften
- Auron 1982: 3. Abfahrt, 13. Slalom